# Aglauros

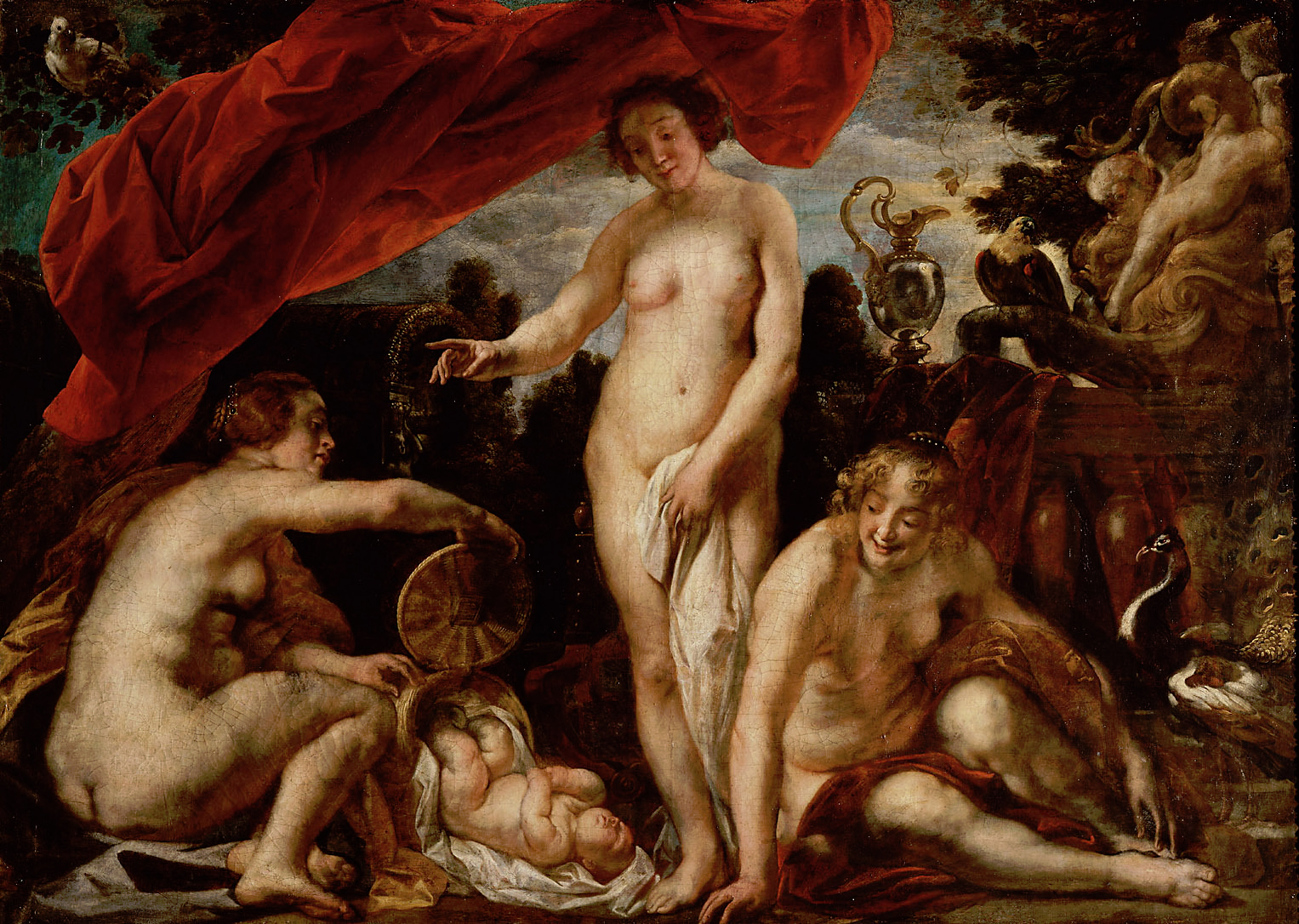
Aglauros i les seves germanes troben Erictoni. Pintura de Jacob Jordaens, circa el 1640, Kunsthistorisches Museum, Viena.

Segons la mitologia grega, Aglauros de vegades també Agraulos o Aglaure, (en grec antic Άγλαυρος o Άγραυλος) va ser una princesa atenenca, filla de Cècrops i d'Agraulos.
Una tradició explica que Aglauros es va ajuntar amb Ares i en va néixer Alcipe. A aquesta noia Halirroti la va intentar violar.
Juntament amb les seves germanes, Herse i Pandros, apareix en les llegendes d'Erictoni. Atena criava en secret Erictoni, nascut d'una passió que Hefest havia sentit per ella. L'havia amagat en un cistell i l'havia donat a les filles de Cècrops. Pandros era la responsable de l'encàrrec. Les seves germanes, encuriosides, no van resistir la temptació i van obrir el cabàs, on van trobar la criatura protegida per una serp. Van embogir de l'ensurt i es van llançar des de dalt de les roques de l'Acròpoli. La tradició diu que van ser denunciades per una cornella, que explicà a Atena com les germanes havien obert el cistell.
Ovidi per la seva part, diu que Aglauros, que era la més culpable de les tres, ja que havia incitat a les altres a obrir el cistell, no va patir l'atac de bogeria. Més endavant la presenta plena de gelosia de la seva germana Herse, de qui estava enamorat Hermes. Prometé a Hermes que l'ajudaria a obtindre la seua germana Herse. Però Atena, disgustada amb ella, va provocar aquesta gelosia, i quan Hermes es presentà, ella li impedí l'entrada a la cambra d'Herse, i el déu la va convertir en pedra.
Algunes tradicions expliquen que Aglauros va tenir un fill amb Hermes, Cèrix, que es dedicà al culte de Demèter.